# Q1 System
Q1 System је био професионални рачунар фирме Q1 Corporation који је почео да се производи у Сједињеним Америчким Државама од 1972. године.
Користио је Intel 8008 као микропроцесор.

## Детаљни подаци
Детаљнији подаци о рачунару Q1 System су дати у табели испод.
|                       |                                    |
| [ 1 ]                 |                                    |
| Произвођач            |                                    |
| Тип                   | професионални рачунар              |
| Меморија              | непознато                          |
| Поријекло             | Сједињене Америчке Државе          |
| Година                | 1972                               |
| Тастатура             | консола као код телепринтер машине |
| Процесор              |                                    |
| Фреквенција процесора |                                    |
| RAM                   | непознато                          |
| ROM                   | непознато                          |
| Текст                 | непознато                          |
| Графика               | непознато                          |
| Боја                  |                                    |
| Звук                  | непознато                          |
| Димензије             | непознато                          |
| Портови               |                                    |
| Оперативни систем     | непознато                          |